# Брыли (губы)
Бры́ли — губы собаки, которые свободно свешиваются по бокам нижней челюсти. У различных пород брыли могут отличаться по толщине и жесткости. Форма брылей входит в стандарты некоторых пород собак.